# Franklin (Virginia Occidentale)
Franklin è un comune degli Stati Uniti d'America, situato nello Stato della Virginia Occidentale, nella contea di Pendleton, della quale è il capoluogo.